# Liste der portugiesischen Botschafter in Kuba
Die Liste der portugiesischen Botschafter in Kuba listet die Botschafter der Republik Portugal in Kuba auf. Die beiden Länder haben seit mindestens 1929 direkte diplomatische Beziehungen, die im 19. Jahrhundert ihre Anfänge fanden. 1956 eröffnete Portugal seine Vertretung in der kubanischen Hauptstadt Havanna.

## Missionschefs
| Name                                                  | Bild | Akkreditierungsdatum               | Anmerkungen                                             |
| Kuba                                                  | Kuba | Kuba                               | Kuba                                                    |
| ----------------------------------------------------- | ---- | ---------------------------------- | ------------------------------------------------------- |
| João Maria da Silva Lebre e Lima                      |      | 1948                               | Sonder-Botschafter                                      |
| João Maria da Silva Lebre e Lima                      |      | 1952                               | Sonder-Botschafter                                      |
| João Rodrigues Simões Affra                           |      | 9. Mai 1956 –30. August 1961       | Ministro Plenipotenciário, am 23. Mai 1956 akkreditiert |
| António Leal da Costa Lobo                            |      | 30. August 1961 –30. Oktober 1963  | Übergangs-Geschäftsträger                               |
| Luís Gonzaga Ferreira                                 |      | 30. Oktober 1963 –4. März 1969     | Geschäftsträger, am 11. November 1980 akkreditiert      |
| Manuel Lopes da Costa                                 |      | 4. März 1969 –27. November 1969    | Geschäftsträger                                         |
| António Abel Martins Pereira de Meneses Pinto Machado |      | 15. Januar 1971 –3. November 1972  | Geschäftsträger, am 22. Januar 1971 akkreditiert        |
| José Custódio de Freitas Fernandes Fafe               |      | 28. Januar 1975 –9. September 1977 | Botschafter, am 6. März 1975 akkreditiert               |
| Manuel João da Palma Carlos                           |      | 24. November 1977 –24. Juni 1980   | Botschafter, am 29. November 1977 akkreditiert          |
| Júlio Francisco de Sales Mascarenhas                  |      | 25. Juni 1980 –17. März 1981       | Übergangs-Geschäftsträger                               |
| Fernando José Rodrigues Ramos Machado                 |      | 26. Mai 1981– 27. September 1981   | Übergangs-Geschäftsträger                               |
| Francisco José Laço Treichler Knopfli                 |      | 27. September 1981 –4. April 1984  | Botschafter, am 10. Oktober 1981 akkreditiert           |
| Constantino Ribeiro Vaz                               |      | 5. April 1984–1989?                | Botschafter, am 11. April 1984 akkreditiert             |
| Fernão Manuel Homem de Gouveia Favila Vieira          |      | 29. Oktober 1989 –1. Oktober 1993  | Botschafter, am 31. Oktober 1989                        |
| António Augusto Carvalho de Faria                     |      | 28. Oktober 1993 –31. März 1999    | Botschafter, am 5. November 1993                        |
| Alfredo Manuel Silva Duarte Costa                     |      | 1999–5. März 2004                  | Botschafter, am 9. April 1999 akkreditiert              |
| Mário Godinho de Matos                                |      | 8. März 2004 –26. Oktober 2008     | Botschafter                                             |
| Luís José Moreira da Silva Barreiros                  |      | 20. November 2008 –21. Juni 2013   | Botschafter, am 21. Oktober 2012 akkreditiert           |
| Fernando António Alberty Tavares de Carvalho          |      | 24. Juni 2013 –26. September 2015  | Botschafter                                             |
| Luís Filipe Melo e Faro Ramos                         |      | 8. Juli 2015 –20. Oktober 2017     | Botschafter, am 14. Oktober 2015 akkreditiert           |
| Fernando d’Orey de Brito e Cunha Figueirinhas         |      | seit 30. April 2018                | Botschafter, am 29. Juni 2018 akkreditiert              |